# جو بیکر
جو بیکر (به انگلیسی: Joe Baker) بازیکن فوتبال زادهٔ ۱۷ ژوئیه ۱۹۴۰ اهل انگلستان بود که سابقهٔ بازی در تیم ملی فوتبال انگلستان را در کارنامهٔ خود دارد. وی در تاریخ ۱۸ نوامبر ۱۹۵۹ نخستین بازی ملی خود را در مقابل تیم ملی فوتبال ایرلند شمالی انجام داد و با حضور در ۸ بازی ملی، در تاریخ ۵ ژانویه ۱۹۶۶ واپسین بازی ملی‌اش را در برابر تیم ملی فوتبال لهستان برگزار کرد.
این بازیکن توانسته در بازی‌های ملی، ۳ گل به ثمر برساند. همچنین در ۵۰۷ بازی ۳۰۱ گل به ثمر رسانده‌است.